# تشارلز هومر هاسكينز
تشارلز هومر هاسكينز (بالإنجليزية: Charles Homer Haskins)‏ هو مختص في الدراسات القروسطية ‏ ومؤرخ أمريكي، ولد في 21 ديسمبر 1870 في ميدفيل في الولايات المتحدة، وتوفي في 14 مايو 1937 في كامبريدج في الولايات المتحدة.

## وصلات خارجية
- تشارلز هومر هاسكينز على موقع الموسوعة البريطانية (الإنجليزية)